# Pallavolo ai Giochi asiatici - Torneo maschile
Il torneo maschile di pallavolo ai Giochi asiatici è una competizione pallavolistica per squadre nazionali asiatiche, organizzata con cadenza quadriennale dal COA, durante i Giochi asiatici.

## Edizioni
| Edizione      | Edizione      | Podio         | Podio         | Podio          |
| Anno          | Organizzatore | Campione      | Seconda       | Terza          |
| ------------- | ------------- | ------------- | ------------- | -------------- |
| 1958 Dettagli | Tokyo         | Giappone      | Iran          | India          |
| 1962 Dettagli | Giacarta      | Giappone      | India         | Pakistan       |
| 1966 Dettagli | Bangkok       | Giappone      | Corea del Sud | Iran           |
| 1970 Dettagli | Bangkok       | Giappone      | Corea del Sud | Taiwan         |
| 1974 Dettagli | Teheran       | Giappone      | Corea del Sud | Cina           |
| 1978 Dettagli | Bangkok       | Corea del Sud | Giappone      | Cina           |
| 1982 Dettagli | Nuova Delhi   | Giappone      | Cina          | Corea del Sud  |
| 1986 Dettagli | Seul          | Cina          | Corea del Sud | India          |
| 1990 Dettagli | Pechino       | Cina          | Corea del Sud | Giappone       |
| 1994 Dettagli | Hiroshima     | Giappone      | Cina          | Corea del Sud  |
| 1998 Dettagli | Bangkok       | Cina          | Corea del Sud | Taipei cinese  |
| 2002 Dettagli | Pusan         | Corea del Sud | Iran          | Giappone       |
| 2006 Dettagli | Doha          | Corea del Sud | Cina          | Arabia Saudita |
| 2010 Dettagli | Canton        | Giappone      | Iran          | Corea del Sud  |
| 2014 Dettagli | Incheon       | Iran          | Giappone      | Corea del Sud  |
| 2018 Dettagli | Giacarta      | Iran          | Corea del Sud | Taipei cinese  |
| 2022 Dettagli | Hangzhou      | Iran          | Cina          | Giappone       |

## Medagliere
| Pos. | Squadra        | 1º posto | 2º posto | 3º posto | Totale |
| ---- | -------------- | -------- | -------- | -------- | ------ |
| 1    | Giappone       | 8        | 2        | 3        | 13     |
| 2    | Corea del Sud  | 3        | 7        | 4        | 14     |
| 3    | Cina           | 3        | 4        | 2        | 9      |
| 4    | Iran           | 3        | 3        | 1        | 7      |
| 5    | India          | 0        | 1        | 2        | 3      |
| 6    | Taipei cinese  | 0        | 0        | 3        | 3      |
| 7    | Arabia Saudita | 0        | 0        | 1        | 1      |
| 7    | Corea del Nord | 0        | 0        | 1        | 1      |